# Chaîne nationale
Une chaîne nationale est une chaîne de stations de radio ou de télévision dont le public-cible est l'ensemble des ressortissants d'un État. Certaines chaînes nationales appartiennent à l'État ou sont dirigées par lui.